# 高仲嗣
高仲嗣（15世紀—16世紀），河南開封府祥符縣人，明朝政治人物。

## 生平
高仲嗣是嘉靖二年進士高叔嗣之兄，二人並稱「大梁二俊」，嘉靖四年（1525年）中舉人，次年（1526年）聯捷進士，獲授工部主事，與太監崔文、御史白清、給事中李鳳來督修擴建明顯陵，惟因為香殿暖閣被太監蕭洪揭發出現滲漏，遭明世宗謫任開州同知，其後陞任廣西知府，入朝為禮部郎中。
高仲嗣擅長工古文辭，所著有《廣元集》。

## 引用
1. 1 2  光緒《祥符縣志·卷十六·人物志》：高叔嗣，字子業，祥符人……兄仲嗣，（嘉靖）丙戌進士，官廣西府知府，亦工古文辭，所著有《廣元集》，人稱大梁二俊云。 見《明史》
2. ↑  光緒《祥符縣志·卷四·選舉表》：（嘉靖）四年乙酉科（舉人）……高仲嗣
3. ↑  《明世宗肅皇帝實錄·卷八十二》：（嘉靖六年十一月甲午）修理顯陵，遣成國公朱麟祭告，太監崔文、工部主事高仲嗣、御史白清、給事中李鳳來督造。
4. ↑  《明世宗肅皇帝實錄·卷一百二十四》：（嘉靖十年四月）辛未顯陵香殿暖閣滲漏，太監蕭洪上其事。上曰：「陵寢殿宇乃皇考安神之地，繕造未幾即有滲漏，此督役諸臣之罪，該部查參以聞，亟遣修治。」于是工部言顯陵之役，太監崔文、先任工部右侍郎今閑住章拯、尚書今致仕劉麟實提督之，太監李寅、李朋、李懷則監工，先任工部主事、今陞署郎中高仲嗣則收放物料，給事中李鳳來、監察御史施一德、郎中甘為霖則監督，匠作則潘雄等俱宜究治。上以諸臣有負委託，令拯為民，麟閑住，謫仲嗣開州同知，一德興國州判官；鳳來、為霖以四郊効勞止奪俸，鳳來三月、為霖五月，布按二司及鎮廵官各奪俸半年。
5. ↑  《金妝廣嗣殿聖像碑記》：……賜進士出身中順大夫、雲南廣西府知府、前禮部郎中祥符高仲嗣書……